# Liste des monuments historiques de Lint
Pour les articles homonymes, voir Lint.
Cette page regroupe l'ensemble des monuments classés de la ville de Lint.
| Objet                                       | Statut du classement? | Année de construction/architecte | Section communale | Adresse                 | Coordonnées                      | Numéro d'inventaire | Illustration |
| ------------------------------------------- | --------------------- | -------------------------------- | ----------------- | ----------------------- | -------------------------------- | ------------------- | ------------ |
| (nl) Arbeiderswoningen XIX                  |                       |                                  | Lint              | Bergstraat 17           | 51° 07′ 58″ nord, 4° 28′ 51″ est | 13713               | Téléverser   |
| (nl) Arbeiderswoningen XIX                  |                       |                                  | Lint              | Bergstraat 19           | 51° 07′ 58″ nord, 4° 28′ 51″ est | 13713               | Téléverser   |
| (nl) Arbeiderswoningen XIX                  |                       |                                  | Lint              | Bergstraat 21           | 51° 07′ 58″ nord, 4° 28′ 51″ est | 13713               | Téléverser   |
| (nl) Arbeiderswoningen XIX                  |                       |                                  | Lint              | Bergstraat 23           | 51° 07′ 58″ nord, 4° 28′ 51″ est | 13713               | Téléverser   |
| (nl) Arbeiderswoningen XIX                  |                       |                                  | Lint              | Bergstraat 25           | 51° 07′ 58″ nord, 4° 28′ 51″ est | 13713               | Téléverser   |
| (nl) Arbeiderswoningen XIX                  |                       |                                  | Lint              | Bergstraat 27           | 51° 07′ 58″ nord, 4° 28′ 51″ est | 13713               | Téléverser   |
| (nl) "Café Koophandel", herberg             |                       |                                  | Lint              | Duffelsesteenweg 11     | 51° 07′ 36″ nord, 4° 29′ 50″ est | 13714               | Téléverser   |
| (nl) Rijhuis                                |                       |                                  | Lint              | Duffelsesteenweg 16     | 51° 07′ 36″ nord, 4° 29′ 48″ est | 13715               | Téléverser   |
| (nl) Hoeve                                  |                       |                                  | Lint              | Groenstraat 31          | 51° 08′ 02″ nord, 4° 28′ 54″ est | 13717               | Téléverser   |
| (nl) Hoeve                                  |                       |                                  | Lint              | Kinderstraat 27         | 51° 07′ 31″ nord, 4° 29′ 53″ est | 13718               | Téléverser   |
| (nl) Parochiekerk Onze-Lieve-Vrouw Geboorte | OA002460              |                                  | Lint              | Koning Albertstraat 8   | 51° 07′ 40″ nord, 4° 29′ 45″ est | 13719               | Téléverser   |
| (nl) Hoekhuis                               |                       |                                  | Lint              | Koning Albertstraat 2   | 51° 07′ 39″ nord, 4° 29′ 47″ est | 13720               | Téléverser   |
| (nl) Hoekhuis                               |                       |                                  | Lint              | Koning Albertstraat 4   | 51° 07′ 39″ nord, 4° 29′ 47″ est | 13720               | Téléverser   |
| (nl) Pastorie                               |                       |                                  | Lint              | Koning Albertstraat 6   | 51° 07′ 39″ nord, 4° 29′ 46″ est | 13721               | Téléverser   |
| (nl) Dorpswoning                            |                       |                                  | Lint              | Koning Albertstraat 18  | 51° 07′ 41″ nord, 4° 29′ 43″ est | 13722               | Téléverser   |
| (nl) Neotradioneel winkelhuis ca. 1900      |                       |                                  | Lint              | Koning Albertstraat 23  | 51° 07′ 39″ nord, 4° 29′ 43″ est | 13723               | Téléverser   |
| (nl) Kasteel, "Kasteel Lindenhof"           | OA000133              |                                  | Lint              | Koning Albertstraat 41  | 51° 07′ 38″ nord, 4° 29′ 38″ est | 13725               | Téléverser   |
| (nl) Dorpswoning                            |                       |                                  | Lint              | Koning Albertstraat 164 | 51° 07′ 44″ nord, 4° 29′ 23″ est | 13726               | Téléverser   |
| (nl) Heilig Hartkapelletje                  |                       |                                  | Lint              | Liersesteenweg          | 51° 07′ 38″ nord, 4° 29′ 54″ est | 13728               | Téléverser   |
| (nl) Kapel Onze-Lieve-Vrouw Marpingen       |                       |                                  | Lint              | Liersesteenweg          | 51° 08′ 02″ nord, 4° 31′ 13″ est | 13729               | Téléverser   |
| (nl) "Brouwerij Vloeberghs-Van Hoof"        |                       |                                  | Lint              | Liersesteenweg 27       | 51° 07′ 40″ nord, 4° 29′ 56″ est | 13730               | Téléverser   |
| (nl) "Lentsche Reut", woonstalhuis          |                       |                                  | Lint              | Liersesteenweg 286      | 51° 07′ 32″ nord, 4° 30′ 54″ est | 13731               | Téléverser   |
| (nl) Hoeve 1840                             |                       |                                  | Lint              | Liersesteenweg 303      | 51° 07′ 39″ nord, 4° 31′ 06″ est | 13732               | Téléverser   |
| (nl) Arbeiderswoningen                      |                       |                                  | Lint              | Reynaertstraat 20       | 51° 07′ 40″ nord, 4° 28′ 54″ est | 13734               | Téléverser   |
| (nl) Arbeiderswoningen                      |                       |                                  | Lint              | Reynaertstraat 22       | 51° 07′ 40″ nord, 4° 28′ 54″ est | 13734               | Téléverser   |
| (nl) Arbeiderswoningen                      |                       |                                  | Lint              | Reynaertstraat 24       | 51° 07′ 40″ nord, 4° 28′ 54″ est | 13734               | Téléverser   |
| (nl) Arbeiderswoningen                      |                       |                                  | Lint              | Reynaertstraat 26       | 51° 07′ 40″ nord, 4° 28′ 54″ est | 13734               | Téléverser   |
| (nl) Arbeiderswoningen                      |                       |                                  | Lint              | Reynaertstraat 28       | 51° 07′ 40″ nord, 4° 28′ 54″ est | 13734               | Téléverser   |
| (nl) Arbeiderswoningen                      |                       |                                  | Lint              | Reynaertstraat 30       | 51° 07′ 40″ nord, 4° 28′ 54″ est | 13734               | Téléverser   |
| (nl) Neoclassicistisch burgerhuis           |                       |                                  | Lint              | Statiestraat 30         | 51° 07′ 42″ nord, 4° 29′ 51″ est | 13736               | Téléverser   |
| (nl) Rijhuis 1911                           |                       |                                  | Lint              | Statiestraat 39         | 51° 07′ 44″ nord, 4° 29′ 48″ est | 13737               | Téléverser   |
| (nl) Hoeve                                  |                       |                                  | Lint              | Zevenhuizenstraat 48    | 51° 07′ 40″ nord, 4° 30′ 27″ est | 13738               | Téléverser   |